# Campionat d'Espanya d'hoquei sobre patins femení 2004
El XII Campionat d'Espanya femení d'hoquei sobre patins fou la dotzena edició del Campionat d'Espanya. Se celebrà des del 30 abril fins al 2 de maig de 2004 a Arenys de Munt i fou organitzat per la Federació Espanyola de Patinatge. Hi participaren vuit equips, procedents de la lliga catalana, gallega i interautonòmica. El campionat se celebrà en dues fases, la primera en format de fase regular i la segona en format d'eliminació directa. A la primera, els clubs participants es distribuïren en dos grups de cinc equips cadascun. Els primers classificats d'ambdós grups accediren directament a la final del campionat. La resta de posicions, del tercer al vuitè, es determinaren en format d'eliminació directa.

## Clubs participants
- Club Patín Alcobendas
- Centre d'Esports Arenys de Munt
- Club Patín Gijón Solimar
- Club Patí Paiporta
- Club Patín Pereda
- Ureca Vigo
- Vigo Stick
- Club Patí Voltregà

## Primera fase

### Fase regular
|          | CP Alcobendas | 7-2     | Club Ureca | Arenys de Munt |  |
| Partit 1 |               | Informe |            |                |  |

|          | Vigo Stick | 3-1     | CP Pereda | Arenys de Munt |  |
| Partit 2 |            | Informe |           |                |  |

|          | CP Voltregà | 16-2    | CP Paiporta | Arenys de Munt |  |
| Partit 3 |             | Informe |             |                |  |

|          | Biesca Gijón HC | 4-5     | CE Arenys de Munt | Arenys de Munt |  |
| Partit 4 |                 | Informe |                   |                |  |

|          | CP Paiporta | 1-8     | CP Alcobendas | Arenys de Munt |  |
| Partit 5 |             | Informe |               |                |  |

|          | Biesca Gijón HC | 9-1     | CP Pereda | Arenys de Munt |  |
| Partit 6 |                 | Informe |           |                |  |

|          | CP Voltregà | 15-0    | Club Ureca | Arenys de Munt |  |
| Partit 7 |             | Informe |            |                |  |

|          | CE Arenys de Munt | 3-1     | Vigo Stick | Arenys de Munt |  |
| Partit 8 |                   | Informe |            |                |  |

|          | Vigo Stick | 0-5     | Biesca Gijón HC | Arenys de Munt |  |
| Partit 9 |            | Informe |                 |                |  |

|           | CP Alcobendas | 1-19    | CP Voltregà | Arenys de Munt |  |
| Partit 10 |               | Informe |             |                |  |

|           | CP Pereda | 1-4     | CE Arenys de Munt | Arenys de Munt |  |
| Partit 11 |           | Informe |                   |                |  |

|           | Club Ureca | 4-3     | CP Paiporta | Arenys de Munt |  |
| Partit 12 |            | Informe |             |                |  |

|           | Vigo Stick | 7-1     | CP Paiporta | Arenys de Munt |  |
| Partit 13 |            | Informe |             |                |  |

### Classificació
|                                       | Equip classificat per les semifinals                  |
|                                       | Equip classificat per disputar el cinquè i vuitè lloc |
| Nota: Noms dels equips segons l'època |                                                       |

| Grup A | Grup A        | Grup A | Grup A | Grup A | Grup A | Grup A | Grup A | Grup A |
| Pos.   | Club          | Punts  | PJ     | PG     | PP     | GF     | GC     | Gav    |
| ------ | ------------- | ------ | ------ | ------ | ------ | ------ | ------ | ------ |
| 1      | CP Voltregà   | 9      | 3      | 3      | 0      | 50     | 3      | +47    |
| 5      | CP Alcobendas | 6      | 3      | 2      | 1      | 16     | 22     | -6     |
| 3      | Club Ureca    | 3      | 3      | 1      | 2      |        |        |        |
| 4      | CP Paiporta   | 0      | 3      | 0      | 3      |        |        |        |

| Grup B | Grup B            | Grup B | Grup B | Grup B | Grup B | Grup B | Grup B | Grup B |
| Pos.   | Club              | Punts  | PJ     | PG     | PP     | GF     | GC     | Gav    |
| ------ | ----------------- | ------ | ------ | ------ | ------ | ------ | ------ | ------ |
| 1      | CE Arenys de Munt | 9      | 3      | 3      | 0      | 12     | 6      | +6     |
| 2      | Biesca Gijón HC   | 6      | 3      | 2      | 1      | 18     | 6      | +12    |
| 3      | Vigo Stick        | 6      | 3      | 1      | 2      |        |        |        |
| 4      | CP Pereda         | 0      | 3      | 0      | 3      | 3      | 16     | -13    |

## Segona fase

### Quadre de competició
|  | Semifinals          | Semifinals        |             |   | Final | Final |
|  |                     |                   |             |   |       |       |
|  | 1 de maig           |                   |             |   |       |       |
|  |                     |                   |             |   |       |       |
|  | CP Voltregà         | 6                 |             |   |       |       |
|  | CP Voltregà         | 6                 | 2 de maig   |   |       |       |
|  | Biesca Gijón HC     | 1                 |             |   |       |       |
|  | Biesca Gijón HC     | 1                 | CP Voltregà | 2 |       |       |
|  | 1 de maig           |                   | CP Voltregà | 2 |       |       |
|  |                     | CE Arenys de Munt | 3           |   |       |       |
|  | CE Arenys de Munt   | CE Arenys de Munt | 3           |   |       |       |
|  |                     |                   |             |   |       |       |
|  | CP Alcobendas       |                   |             |   |       |       |
|  | Tercer i quart lloc |                   |             |   |       |       |
|  |                     |                   |             |   |       |       |
|  | 2 de maig           |                   |             |   |       |       |
|  |                     |                   |             |   |       |       |
|  | Biesca Gijón HC     | 2                 |             |   |       |       |
|  | Biesca Gijón HC     | 2                 |             |   |       |       |
|  | CP Alcobendas       | 8                 |             |   |       |       |

## Final
El CP Voltregà i el CE Arenys de Munt disputaren la final del XII Campionat d'Espanya d'hoquei sobre patins, repetint la mateixa final de fa dues temporades. El partit fou molt igualat arribant al final de la primera part amb empat a 2, amb gols d'Anna Romero i Carla Giudicci, per part osonenca, i Ester Artigas i Jana Verdura, part maresmenca. A la segona part, continuà la igualtat entre els dos equips. Al darrer minut, un gol de Raquel Santiago decantà el títol pel club maresmenc. El CE Arenys de Munt guanyà el seu segon campionat d'Espanya.
| CP Voltregà               | 2‐3     | CE Arenys de Munt                       |
| ------------------------- | ------- | --------------------------------------- |
| Romero 19' · Giudicci 21' | Informe | Artigas 4' · Verdura 19' · Santiago 39' |

Pavelló Municipal, Arenys de Munt
| CP Voltregà | CE Arenys de Munt |

| #          | Pos. | Nom            |  |
| ---------- | ---- | -------------- |  |
|            | POR  | Laia Vives     |  |
|            |      | Anna Romero    |  |
|            |      | Emma Corominas |  |
|            |      | Núria Fabregó  |  |
|            |      | Carla Giudicci |  |
|            |      | Maria Ferrón   |  |
|            |      | Serial         |  |
| Entrenador |      |                |  |
|            |      |                |  |

| Campió d'Espanya d'hoquei sobre patins 2004 |
| ------------------------------------------- |
| CE Arenys de Munt Segon títol               |

| #          | Pos. | Nom             |  |
| ---------- | ---- | --------------- |  |
|            | POR  | Cristina Roca   |  |
|            |      | Raquel Santiago |  |
|            |      | Marina Majó     |  |
|            |      | Ester Artigas   |  |
|            |      | Noemí Dulsat    |  |
|            |      | Jana Verdura    |  |
|            |      | Marín           |  |
| Entrenador |      |                 |  |
|            |      |                 |  |